# Ashley B. Morris
Ashley B. Morris (1961) es una botánica estadounidense; es profesora de botánica, y curadora de plantas vasculares en el Herbario de la Universidad de Florida.

## Algunas publicaciones
- w.s. Judd, j.r. Abbott, a. Morris. 2008. Illicium guajaibonense, elevated to species rank and compared with the subspecies of Illicium cubense (Illiciaceae). J. of the Botanical Research Institute of Texas 2: 799-806

## Membresías
- Miembro de la Sociedad Linneana de Londres